# Cimetière de Woodlawn
Localisé dans l'arrondissement du Bronx, le Woodlawn Cemetery and Crematory est l'un des plus grands cimetières de la ville de New York. Il fut ouvert en 1863 au sud du comté de Westchester, dans une zone rurale qui sera annexée à la ville de New York en 1874.
Le cimetière, où reposent plus de 300 000 personnes, occupe une surface de 160 hectares (soit la moitié de la taille de Central Park). Il est devenu un lieu très fréquenté par les touristes grâce aux nombreux personnages célèbres qui y sont enterrés, du monde des affaires ou de l'industrie, de la politique, des arts et du spectacle entre autres. Beaucoup de sépultures présentent un intérêt architectural, parmi lesquelles plus de 1300 mausolées privés, construits par des architectes de renom (McKim, Mead and White, John Russell Pope, James Gamble Rogers (en), Cass Gilbert, Carrère and Hastings (en), Edwin Lutyens, Beatrix Farrand, et John LaFarge).
On peut y trouver un mémorial aux victimes de la catastrophe du Titanic de 1912, le Annie Bliss Titanic Victims Memorial.
En 2011 le cimetière de Woodlawn est devenu National Historic Landmark.

## Personnalités inhumées

### A
- Anthony J. Allaire
- Vivian Beaumont Allen
- Vincent Alo
- John Murray Anderson
- Alexandre Archipenko
- Hugh D. Auchincloss
- James C. Auchincloss
- Ambrosio Jose Gonzales

### B
- Benjamin Babbitt
- Jules Bache
- Diana Barrymore
- Nora Bayes
- Charles Becker
- Alva Belmont
- Oliver Belmont
- Irving Berlin
- Amelia Bingham
- Cornelius Bliss
- Nellie Bly
- McHenry Boatwright
- George Boldt
- Emma Booth
- Gail Borden
- Bostwick family
- Herbert Brenon
- Bricktop
- Benjamin Bristow
- Addison Brown
- Henry Bruckner
- Nellie Bly
- Bulova
- Ralph Bunche
- Richard Busteed
- Benjamin Franklin Butler
- Charles Butler

### C
- Harry Carey
- Vernon et Irene Castle
- Carrie Chapman Catt
- Alfred Chapin
- Horace F. Clark
- Huguette Clark
- William A. Clark
- Henry Clews
- George M. Cohan
- Barron Collier
- Edward Knight Collins
- Ida Conquest
- Austin Corbin
- Ricardo Cortez
- Lotta Crabtree
- William Nelson Cromwell
- Celia Cruz
- Countee Cullen
- Frederick Kingsbury Curtis

### D
- Leopold Damrosch
- Ernie Davis
- Miles Davis
- Clarence Day
- Zachariah Deas
- Cornelius H. DeLamater
- George Washington De Long
- Alexander P. de Seversky
- Sidney Dillon
- William E. Dodge
- Richard Dorson
- Paul du Chaillu
- Finley Peter Dunne
- William C. Durant

### E
- Gertrude Ederle
- Gus Edwards
- Duke Ellington

### F
- David Farragut
- Bud Fisher
- Clara Fisher
- Rudolph Fisher
- Ashbel Parmelee Fitch
- Clyde Fitch
- Geraldine Fitzgerald
- James Montgomery Flagg
- Frankie Frisch
- Antoinette Perry Frueauff
- Frank Leslie

### G
- Tommy Gagliano
- Lindley Miller Garrison
- Francis Patrick Garvan
- John Warne Gates
- Charles Sidney Gilpin
- Thomas F. Gilroy
- Ambrosio José Gonzales
- Jay Gould
- Archibald Gracie III
- Archibald Gracie
- Charles Kinnaird Graham
- George Bird Grinnell
- Lawrence Grossmith
- Simon Guggenheim

### H
- Oscar Hammerstein, Sr.
- Lionel Hampton
- W.C. Handy
- Edward Harkness
- Lamon V. Harkness
- Stephen V. Harkness
- Charles K. Harris
- William Frederick Havemeyer
- Coleman Hawkins
- Millicent Hearst
- August Heckscher
- John Held Jr.
- Harry Helmsley
- Victor Herbert
- Adelaide Herrmann
- Christian Archibald Herter
- John D. Hertz
- Jim Holdsworth
- Charles Evans Hughes
- Collis P. Huntington
- Barbara Hutton
- Henry Baldwin Hyde

### J
- Milt Jackson
- Illinois Jacquet
- Fanny Janauschek
- Augustus D. Juilliard

### K
- James R. Keene
- Herman Knapp
- Pedro Knight
- Augustus Kountze
- Maria Kraus-Boelté
- Fritz Kreisler
- Samuel Henry Kress
- Walt Kuhn

### L
- Fiorello La Guardia
- Daniel S. Lamont
- Canada Lee
- Henry Lehman
- J.C. Leyendecker
- Harold Lockwood
- Frank Belknap Long
- Mansfield Lovell
- George Platt Lynes

### M
- Rowland Macy
- Martha Mansfield
- Frankie Manning
- Vito Marcantonio
- Marguerite Marsh
- Dewey Markham
- Caroline O'Roberts Marshall
- Louis Marx
- Bat Masterson
- William McAdoo
- George A. McGuire
- Jackie McLean
- George McManus
- Marie Mattingly Meloney
- Herman Melville
- William P. Merrill
- Cyrus Miller
- Gilbert Miller
- Marilyn Miller
- Florence Mills
- Jane Mitchel
- John Bassett Moore
- Paul Morton
- Robert Moses

### N
- Thomas Nast
- Harold Nicholas
- Ruth Rowland Nichols
- Hideyo Noguchi
- James W. Nye

### O
- Chauncey Olcott
- Blanche Oelrichs
- Hermann Oelrichs
- William Butler Ogden
- Joe "King" Oliver

### P
- Augustus G. Paine, Jr.
- Felix Pappalardi
- James Cash Penney
- George B. Post
- Otto Preminger
- Samuel I. Prime
- Tito Puente
- Joseph Pulitzer
- Mihajlo Pupin

### R
- Charles Ranhofer
- Theodor Reik
- Grantland Rice
- Vincent Richards
- Tex Rickard
- Max Roach
- Andrew J. Rogers
- Delmar "Barney" Roos
- Damon Runyon

### S
- Julio Mario Santo Domingo
- Frank Scalice
- Alexander De Seversky
- Sokei-an Shigetsu Sasaki
- Lawrence L. Shenfield
- Louis Sherry
- Franz Sigel
- Franklin Simon
- Charles B.J. Snyder
- Ruth Snyder
- Elizabeth Cady Stanton
- Joseph Stella
- John William Sterling
- May « Nancy » Stewart
- William H.H. Stowell
- Josef Stransky
- Isidor Straus
- William L. Strong
- E.G. Squier
- Edmund Clarence Stedman
- James Stillman
- Swante M. Swenson

### T
- Olive Thomas
- Lloyd Tilghman
- Dan Topping
- Jokichi Takamine
- Clarice Taylor

### U
- Vladimir Ussachevsky
- Samuel Untermyer

### V
- Robert Anderson Van Wyck
- Virginia Fair Vanderbilt

### W
- Madam C. J. Walker
- James Watson Webb
- William H. Webb
- Royal Hurlburt Weller
- Edward Werner
- Gertrude Vanderbilt Whitney
- Harry Payne Whitney
- William Collins Whitney
- Bert Williams
- Harry Wills
- Nat M. Wills
- Edward O. Wolcott
- Tracy Weber
- William Woodward, Jr.
- Frank Woolworth